# Muniáin de Guesálaz
Muniáin de Guesálaz (Muniain en euskera, también Muniain Gesalatz) es una localidad española y un concejo de la Comunidad Foral de Navarra perteneciente al municipio de Guesálaz. Está situado en la Merindad de Estella, en la Comarca de Estella Oriental. Su población en 2014 fue de 20 habitantes (INE).

## Topónimo
Probablemente significa ‘lugar propiedad de una persona llamada Munio’, de un nombre de persona Munio bien atestiguado en la Edad Media y un sufijo -áin que indica propiedad.
En documentos antiguos el nombre aparece como: Muniain, Muniayn (1040-46, NEN); Munien, Munienn (1110, 1174, NEN); Munienh (1280, NEN).